# Duh (1990.)
Duh (engleski Ghost) je američka romantična akcijska fantazija iz 1990. To je priča o ljubavi koja je toliko jaka da ju čak ni smrt ne uspijeva prekinuti. To je priča o čovjeku koji je bio spreman doslovno i gorjeti u paklu za svu vječnost samo da zaštiti svoju voljenu. Ovo je jedan od najvećih filmova početka devedesetih, koji se slobodno može nazvati klasikom.

## Radnja
Sam umire u namještenoj pljački, no njegova ljubav prema svojoj ženi omogućava mu ostanak na Zemlji u obliku duha. Sam se zeli oprostiti od Molly, no usput otkriva kako pljačka i samo njegovo ubojstvo nisu bili rezultat tek spleta nesretnih okolnosti. Sam se pokušava snaći i upoznati sa svojim novim mogućnostima i ograničenjima kako bi mogao pomoći i zaštititi svoju ljubav Molly, u tome mu pomaže duh iz podzemne. Snagom ljubavi i uz pomoć čudnih prijatelja Sam uspjeva zaštititi Molly i iznjedriti istinu na vidjelo. Na kraju slijedi uistinu koliko tužan toliko i sretan trenutak u kojem Molly uspjeva vidjeti Sama i u kojem se oni rastaju jedno od drugog. 

## Glavne uloge
- Patrick Swayze kao Sam Wheat
- Demi Moore kao Molly Jensen
- Tony Goldwyn kao Carl Bruner
- Stanley Lawrence kao osoba zadužena za upravljanje dizalom1
- Christopher J.Keene kao osoba zadužena za upravljanje dizalom2
- Susan Breslau kao Susan
- Martina Deignan kao Rose
- Rick Kleber kao Mover
- Macka Foley kao Mover
- Rick Aviles kao Willie Lopez
- Phil Leeds kao duh iz Hitne
- John Hugh kao kirurg
- Sam Tsoutsouvas kao svećenik
- Sharon Breslau kao duh s groblja
- Vincent Schiavelli kao duh iz podzemne
- Whoopi Goldberg kao Oda Mae Brown

## Nagrade i nominacije
Ostvario 36 nominacija koje su rezultirale s 2 Oscara i 14 drugih nagrada.
- ASCAP Award (1990): film koji je ostvario najveću zaradu - Maurice Jarre (nominacija i nagrada)
- Oscar (1991):  najbolji tekst, scenarij izravno napisan za filmsko platno - Bruce Joel Rubin (nominacija i nagrada)
- Oscar (1991): najbolja ženska sporedna uloga - Whoopi Goldberg (nominacija i nagrada)
- Oscar (1991): najbolja filmska montaža - Walter Murch (nominacija)
- Oscar (1991): najbolja glazba - Maurice Jarre (nominacija)
- Oscar (1991): najbolja slika - Lisa Weinstein (nominacija)
- nagrada Saturn (1991): najbolja glavna ženska uloga - Demi Moore (nominacija i nagrada)
- osvojena nagrada Saturn (1991) za najbolji fantastični film (nominacija i nagrada)
- nagrada Saturn (1991): najbolja ženska sporedna uloga - Whoopi Goldberg (nominacija i nagrada)
- nagrada Saturn (1991):  najbolja glavna muška uloga - Patrick Swayze (nominacija)
- nagrada Saturn (1991): najbolja režija - Jerry Zucker (nominacija)
- nagrada Saturn (1991): najbolja glazba - Maurice Jarre (nominacija)
- nagrada Saturn (1991): najbolji specijalni efekti - Bruce Nicholson, John T.Van Vliet, Richard Edlund, Laura Buff (nominacija)
- nagrada Saturn (1991): najbolja muška sporedna uloga - Tony Goldwyn (nominacija)
- nagrada Saturn (1991): najbolji scenarij - Bruce Joel Rubin (nominacija)
- American Comedy Award (1991): najkomičnija sporedna ženska uloga u igranom filmu - Whoopi Goldberg (nominacija i nagrada)
- Eddie (1991): najbolje montirani igrani film - Walter Munch (nominacija)
- ASC Award (1991): za izvanredna ostvarenja na području dramskih kinematogrfaskih izdanja - Adam Greenberg (nominacija)
- Award of the Japanese Academy (1991): najbolji strani film - (nominacija)
- BAFTA (1991): najbolji ženska sporedna uloga - Whoopi Goldberg (nominacija i nagrada)
- BAFTA (1991): najbolja šminka - Ben Nye Jr. (nominacija)
- BAFTA (1991): najbolji orifginalni scenarij - Bruce Joel Rubin (nominacija)
- BAFTA(1991): najbolji vizualni specijalni efekti - cijeli tim koji je na tome radio (nominacija)
- Golden Globe (1991): najbolja izvedba sporedne glumice u igranom filmu - Whoopi Goldberg (nominacija i nagrada)
- Golden Globe (1991): najbolji igrani film-Komedija/Mjuzikl - (nominacija)
- Golden Globe (1991): najbolja izvedba glavnog glumca u igranom filmu-Komedija/Mjuzikl - Patrick Swayze (nominacija)
- Golden Globe (1991): najbolja izvedba glavne glumice u igranom filmu-Komedija/Mjuzikl - Demi Moore (nominacija)
- Golden Screen (1991):  (nominacija i nagrada)
- Hugo (1991): najbolja dramska prezentacija - (nominacija)
- Image Award (1992): izvanredna vodeća glumica u igranom filmu - Whoopi Goldberg (nominacija i nagrada)
- KCFCC Award (1991): najbolja sporedna ženska uloga - Whoopi Goldberg (nominacija i nagrada)
- Reader's Choice Award (1991): najbolji film na stranom jeziku - Jerry Zucker (nominacija i nagrada)
- Nikkan Sports Film Award (1990): najbolji strani film -  (nominacija i nagrada)
- People's Choice Award (1991):  - omiljeni igrani film u kategoriji komedije (nominacija i nagrada)
- WGA Award (Screen) (1991): najbolji scenarij pisan izravno za filmsko platno - Bruce Joel Rubin (nominacija)
- Young Artist Award (1991): najzabavniji igrani film za mladež u kategoriji Komedija/Horor - (nominacija)

## Glazba iz filma
1. Unchained Melody - The Righteous Brothers
2. Ghost
3. Sam
4. Ditto
5. Carl
6. Molly
7. Unchained Melody
8. End Credits
9. Fire Escape
10. Oda Mae & Carl

## Vanjske poveznice
- Duh u internetskoj bazi filmova IMDb-a
- Informacije o filmu[neaktivna poveznica]
- Nekoliko slika iz filma  Arhivirana inačica izvorne stranice od 9. prosinca 2006. (Wayback Machine)